# Kuroishi, Aomori
Kuroishi (黒石市 Kuroishi-shi) là một thành phố thuộc tỉnh Aomori, Nhật Bản.